# Jozef Kuchár
Jozef Kuchár (Prešov, 19 novembre 1919 – Prešov, 9 luglio 1989) è stato un calciatore slovacco, di ruolo attaccante.

## Carriera

### Nazionale
Ha collezionato 3 presenze con la propria Nazionale.